# Mukoszyn
Mukoszyn (ukr. Мукошин) – wieś na Ukrainie, w obwodzie wołyńskim, w rejonie kamieńskim. Liczy 422 mieszkańców.
Jest to najdalej na północ wysunięta miejscowość obwodu wołyńskiego.
Do 2020 w rejonie lubieszowskim. 